# نوفييلية
نوفييلية (الاسم العلمي: Novyella) هي جنيس من المتصورة،  تتبع جنس متصورة.